# Nationale Progressieve Partij (Finland)
De Nationale Progressieve Partij (Fins: Kansallinen Edistyspuolue), was een Finse politieke partij.
De Nationale Progressieve Partij werd op 8 december 1918 opgericht als voortzetting van de Jong-Finse Partij. In de periode 1918-1951 was de NPP bijna in iedere regering vertegenwoordigd. Ofschoon nooit een echte massapartij, was de NPP zeer invloedrijk en leverde enige belangrijke staatslieden: Kaarlo Juho Ståhlberg (president van Finland 1919-1925), Kaarlo Castrén (premier 1919), Juho Heikki Vennola (premier 1919-1920, 1921-1922, 1931), Aimo Kaarlo Cajander (premier 1922, 1924, 1937-1939), Oskari Mantere (premier 1928-1929), Toivo Mikael Kivimäki (1932-1936), Risto Heikki Ryti (premier 1939-1940, president 1940-1944), Johan Wilhelm Rangell (premier 1941-1943).
De NPP droeg een progressief, Westers georiënteerd, liberalisme uit. De partij was bereid tot samenwerking met de Sociaaldemocratische Partij, maar wel anticommunistisch.
In 1951 werd de NPP ontbonden en vervangen door de Finse Volkspartij.

## Electorale resultaten in procenten
- 1919: 12,8%
- 1922:  9,2%
- 1924:  9,1%
- 1927:  6,8%
- 1929:  5,6&
- 1930:  5,8%
- 1933:  7,4%
- 1936:  6,3%
- 1939:  4,8%
- 1945:  5,2%
- 1948:  3,9%
- 1951:  5,7%